# Hercostomus gansuensis
Hercostomus gansuensis är en tvåvingeart som beskrevs av Yang 1996. Hercostomus gansuensis ingår i släktet Hercostomus och familjen styltflugor.
Artens utbredningsområde är Gansu (Kina). Inga underarter finns listade i Catalogue of Life.